# 笛吹段公園
笛吹段公園（ふえふきだんこうえん）は、静岡県焼津市北部の高草山中腹に所在する公園。

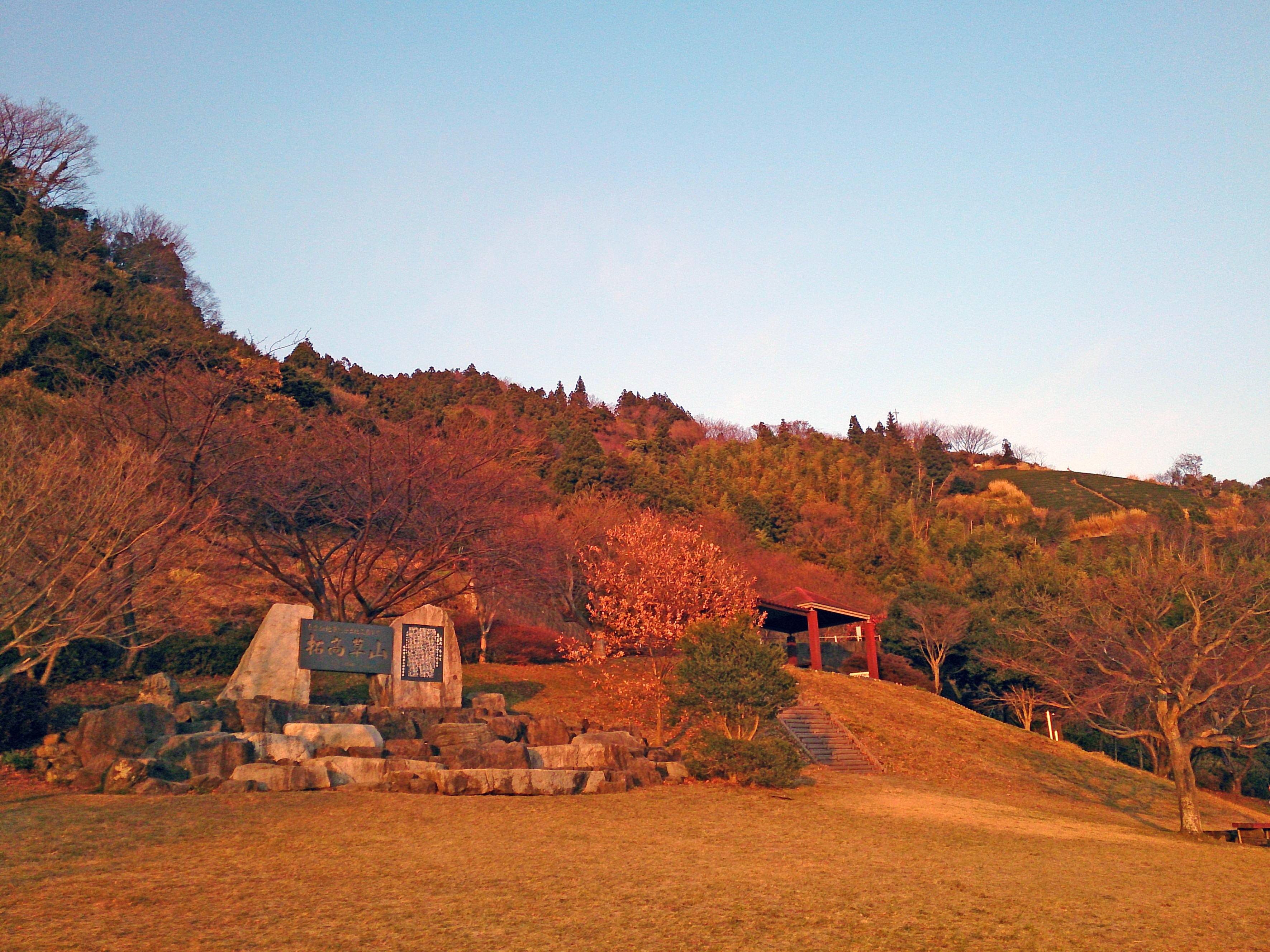
公園内

## 概要
焼津市・藤枝市などが広がる志太平野北部にそびえる高草山（標高501メートル）中腹の南斜面に位置し、公園の標高はおよそ250メートルである。道幅が狭く急なカーブの多い林道を上らなければ到達できない高所にあるが、周囲は茶畑として開墾され高樹がないため眺望に優れ、焼津・藤枝市街と駿河湾を一望できる。
焼津市では自然環境が良好に残るハイキングコースとして整備・紹介しているほか、一般には夜景スポットとしても人気がある。

## 施設等
- 駐車場：3台
- 四阿
- 笛吹段古墳群：古墳時代終末期から奈良時代前半頃（7世紀後半～8世紀前半）の古墳群。公園内に2基が保存され、横穴式石室を見学できる[3]。

## 文献
- 焼津市「３．本市の景観資源・特性の整理」『焼津市景観計画策定のための基礎調査報告書』
- 焼津市教育委員会文化財課 2018年（平成30年）3月30日 『焼津辺文化遺産ガイド‐高草山周辺ルート‐』